# Harci droid
A harci droidok a Csillagok háborúja sorozatban a Független Rendszerek Konföderációja droidhadseregében teljesítettek szolgálatot.

## B1-es harci droid

### A nabooi invázióban
A nabooi inváziónál több ezer harci droid teljesített szolgálatot. Az invázió kezdetekor a droid csapatszállítók lerakták őket a bolygó felszínére, majd, miután elfoglalták az összes települést, elfogták Padmé Amidala hercegnőt és Nute Gunray elé állították. Ám a döntő csatában vesztettek a gungan sereg ellen, mivel kilőtték a droidvezérlőhajót. Fegyverük E-5-ös sugárvető volt.

### A klónok háborújában
Miután a Kereskedelmi Szövetség belépett a Konföderációba, a harci droidok a droidhadsereg részévé váltak. Naponta több százezer hagyta el a gyárakat. Emiatt a droidsereg legelterjedtebb katonái lettek. A geonosisi csatában kerültek először bevetésre. A csatában a friss klónok ellen harcoltak, azonban fejletlen programozásuk miatt hamar legyőzték őket a köztársasági erők. Miután a geonosisi gyárak elpusztultak, a Konföderáció hamar elkezdett menekülni a bolygóról. A lezuhant Luchrehulk-osztályú maghajókon több száz pusztult el. A 3 évnyi klón háborúban több millió droid teljesített szolgálatot.

## Droid fejlesztések
A B-1-et hamar elkezdték továbbfejleszteni. Legelső fejlesztése a B2-es szuper rohamdroid volt. Ezt a típust már nem gyártották olyan nagy számban, de sokat szolgált a háborúban. Sokkal okosabb volt a B1-esnél. Másik továbbfejlesztett változata a BX kommandós droid volt. A kommandós droidokat azért hozták létre, hogy ellensúlyozzák a droidok harci erejét a jedik és a klónok ellen. Viszont magas költségük miatt lehetetlen volt a sorozatgyártásuk, így nem tudták felváltani az egyszerű B-1-eseket.

## A B-1-esek sorsa
Miután a klónok háborúja véget ért, az összes droidegységet deaktiválták. Azonban Gizor Dellso vezetésével egy új droidtípust kezdtek gyártani Mustafaron. Ám a Birodalom keze ide is elért. A terveket megsemmisítették, a bázist pedig porig rombolták.